# Chrysina chloreis
Chrysina chloreis är en skalbaggsart som beskrevs av Bates 1888. Chrysina chloreis ingår i släktet Chrysina och familjen Rutelidae. Inga underarter finns listade i Catalogue of Life.